# Schloss Varaždin

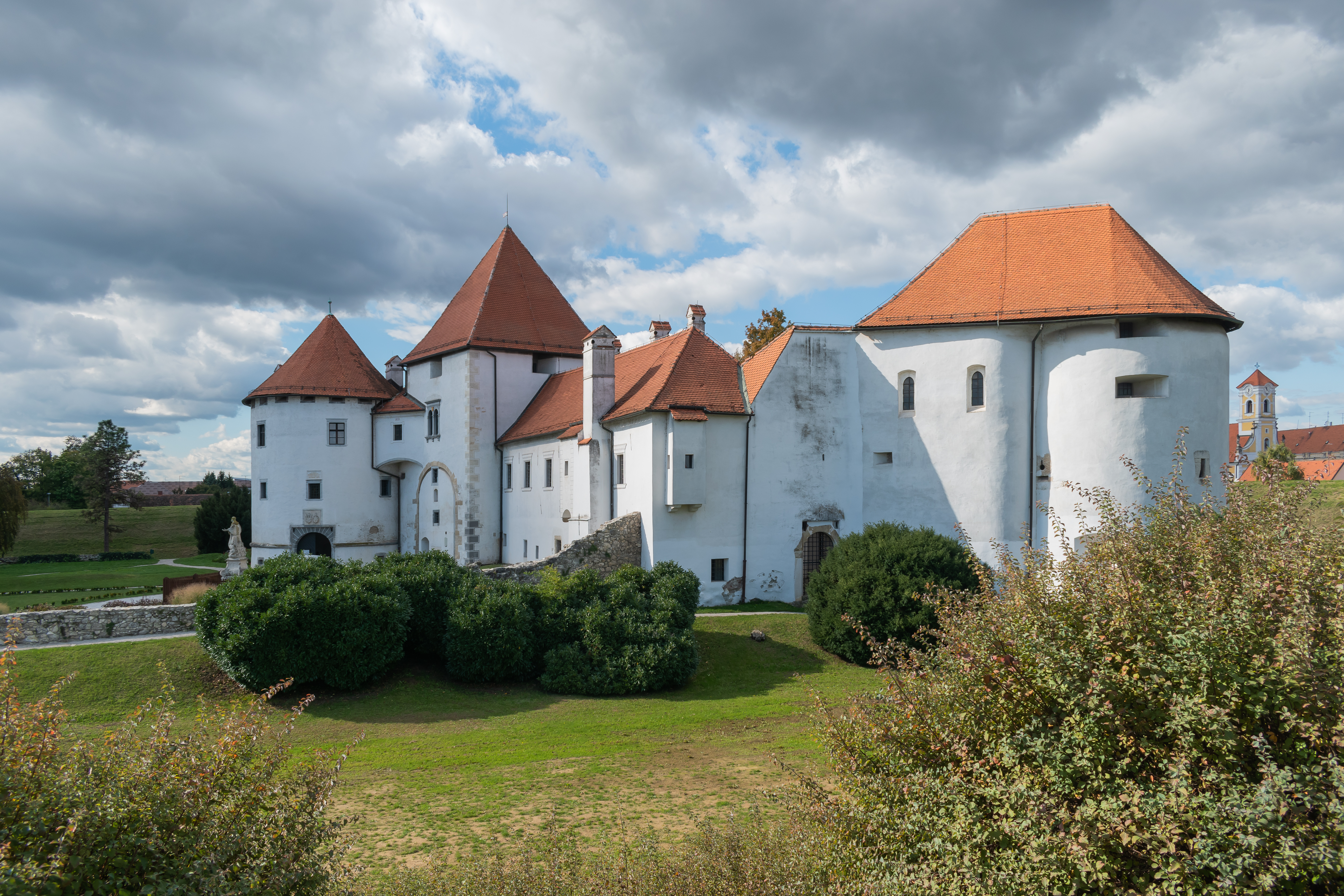
Schloss Varaždin

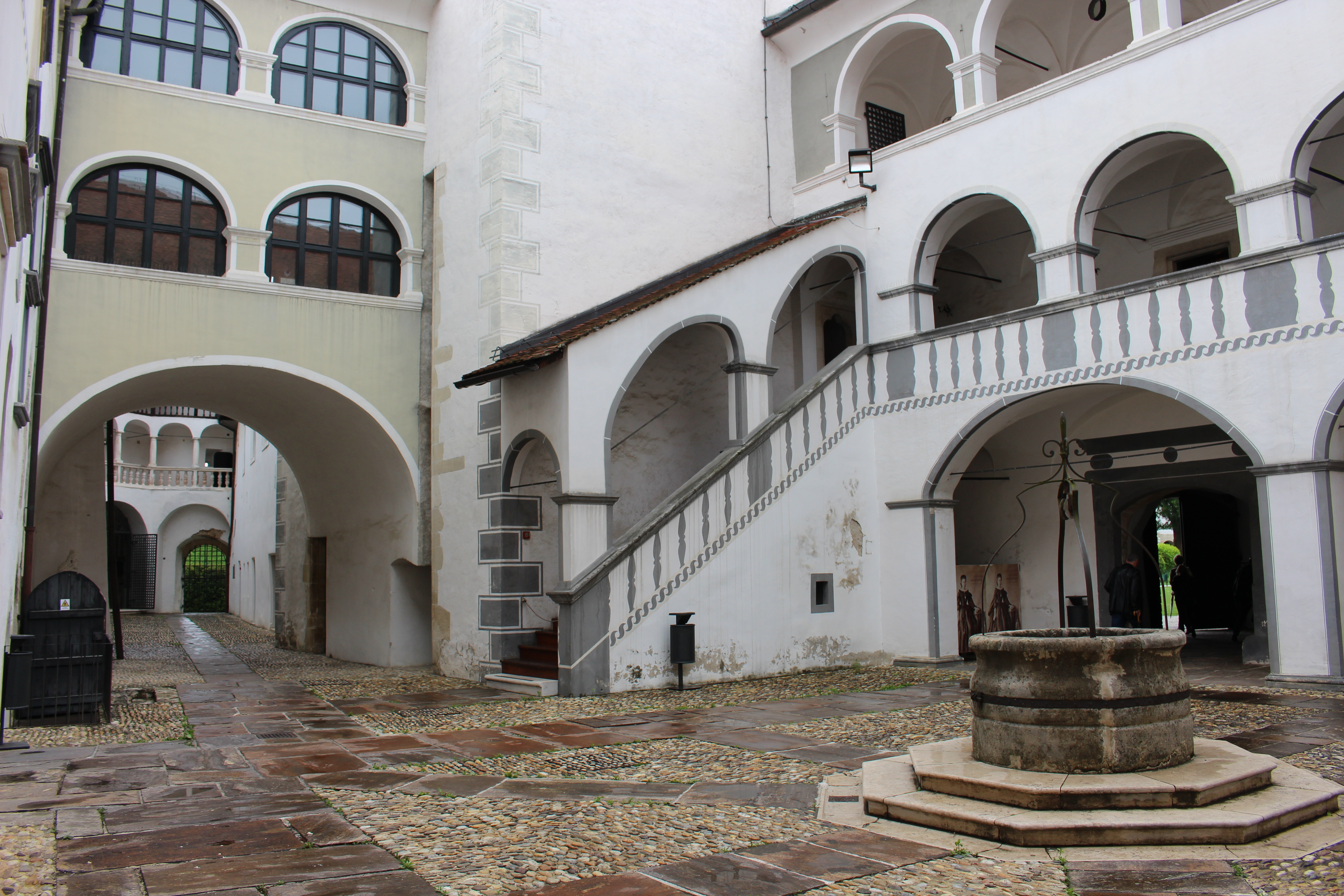
Schloss Varaždin (Innenansicht)

Das Schloss Varaždin befindet sich im Nordwesten Kroatiens nahe der Stadtmitte von Varaždin.
Es wurde erstmals im Jahr 1181 unter dem Namen Garestin in einem Dokument des ungarisch-kroatischen Königs Béla III. erwähnt.
Ursprünglich wurde das Schloss als Tieflandfestung an der Kreuzung alter Verkehrswege errichtet.
Varaždin war im 16. Jahrhundert innerhalb der historischen Militärgrenze eine der Hauptverteidigungsfestungen gegen die vordringenden Osmanen. In dieser Zeit baute man die Burg zu einer modernen Festung mit umliegendem Wassergraben, Erdwällen und Bastionen aus.
In späteren Jahren wurde das Schloss mehrmals umgebaut. Eigentümer waren unter anderem die Grafen von Cilli, die Familie Vitovec, Ivaniš Korvin sowie die Ungnads. Ende des 16. Jahrhunderts kam die Burg in den Besitz der Familie Erdődy und blieb es bis 1925. In diesem Jahr wurde die Burg mitsamt dem umliegenden Gebäudekomplex von der Stadt Varaždin enteignet.
Seither ist dort das Stadtmuseum untergebracht.